# The Hunger for More
A The Hunger For More Lloyd Banks első szóló lemeze. 2004. június 29-én jelent meg. Az album elkészítésében sok híres rapper is részt vett: Eminem, Dr. Dre, Snoop Dogg és a többi G-Unit tag. Az album nagy sikert ért el, már az első héten több mint 430 000 darabot adtak el belőle (összesen több mint 4 milliót).

## Számok listája
| #  | Cím                                                                      | Producer(ek)                    | Kiemelt vendégek             | Hossz |
| -- | ------------------------------------------------------------------------ | ------------------------------- | ---------------------------- | ----- |
| 1  | "Ain't No Click"                                                         | Havoc                           | Tony Yayo                    | 4:25  |
| 2  | "Playboy"                                                                | Ron Browz]                      |                              | 4:32  |
| 3  | "Warrior"                                                                | Thaydor Ausar                   |                              | 2:47  |
| 4  | "On Fire"                                                                | K1 Mil Eminem (társproducer)    | 50 Cent                      | 3:07  |
| 5  | "I Get High"                                                             | Hi-Tek                          | 50 Cent & Snoop Dogg         | 4:09  |
| 6  | "I'm So Fly"                                                             | Timbaland, Danja (társproducer) |                              | 4:00  |
| 7  | "Work Magic"                                                             | Scram Jones                     | Young Buck                   | 4:27  |
| 8  | "If You So Gangsta"                                                      | Chad Beat & Sha Money XL        |                              | 3:31  |
| 9  | "Warrior Part 2"                                                         | Eminem                          | 50 Cent, Eminem, & Nate Dogg | 3:38  |
| 10 | "Karma"                                                                  | Greg "Ginx" Doby                | Avant                        | 4:38  |
| 11 | "When the Chips Are Down"                                                | Black Jeruz & Sha Money XL      | The Game                     | 3:39  |
| 12 | "Till The End"                                                           | Eminem                          | Nate Dogg                    | 5:09  |
| 13 | "Die One Day"                                                            | Baby Grand                      |                              | 3:14  |
| 14 | "Southside Story"                                                        | Diaz Brothers                   |                              | 4:10  |
| 15 | "Just Another Day" (különleges kiadás / egyesült királysági bónusz szám) | Tone Capone                     |                              | 3:29  |
| 16 | "Take A Good Look" (egyesült királysági bónusz szám)                     |                                 |                              | 2:53  |